# Мурат Хан
Мурат Хан (на турски: Murat Han) е турски актьор.

## Биография
Роден е на 1 май 1975 г. в Анкара, Турция.

## Филмография
- 2008 – Vicdan – Махмут
- 2011 – Sensiz Olmaz – Хакан